# Autoestrada A7
La Autoestrada A7 también conocida como Autoestrada do Gerês, es una autopista de Portugal que passa por Póvoa de Varzim, Guimarães, Fafe y Vila Pouca de Aguiar.
La autopista A7 se cruza con las autopistas A3, A11, A24 y A28.
El tramo Póvoa de Varzim-Guimarães de esta autopista es paralelo al tramo Esposende-Guimarães de la A11. Las dos autopistas se unen cerca de Guimarães y siguen una ruta común durante los siguientes 6 km. Originalmente se pensó que la A7 era solo un ramal que conectaba Guimarães con la A3 (en Vila Nova de Famalicão). Con este objetivo, en 1991 se sumó la construcción de la A7 a la concesión de Brisa. El primer tramo (entre Famalicão y Serzedelo) se inauguró en 1994 y la autopista llegó a Guimarães en 1996, con una longitud de unos 20 km. El gobierno portugués decidió finalmente prolongar la autopista, tanto hacia el oeste (hasta Póvoa de Varzim) como hacia el este (hasta la entonces futura IP3, que conectaría con Chaves). La A7 fue concesionada íntegramente a Aenor (hoy Ascendi) en 1999 (por 30 años), en el marco de la concesión Norte, concesión que también incluye la A11. La ampliación de la A7 se completó en 2005, dejando la autopista con una longitud de 104 km
El A7 es una parte integral del IC5 y el E805.

## Tramos
| Tramo                                             | Situación                                                | km   |
| ------------------------------------------------- | -------------------------------------------------------- | ---- |
| Póvoa de Varzim ( A 28 ) – Vila Nova de Famalicão | En servicio (31 de enero de 2005) (Concesión: Norte)     | 20,3 |
| Vila Nova de Famalicão – Serzedelo                | En servicio (1994) (Concesión: Norte)                    | 13,1 |
| Serzedelo – Selho ( A 11 )                        | En servicio (mayo de 1996) (Concesión: Norte)            | 4,3  |
| Selho ( A 11 ) – Fafe                             | En servicio (23 de diciembre de 2005) (Concesión: Norte) | 18,8 |
| Fafe – Cabeceiras de Basto                        | En servicio (19 de noviembre de 2004) (Concesión: Norte) | 20,0 |
| Cabeceiras de Basto – Vila Pouca de Aguiar        | En servicio (23 de diciembre de 2005) (Concesión: Norte) | 23   |
| Vila Pouca de Aguiar – Vila Pouca de Aguiar A 24  | En servicio (27 de julio de 2007) (Concesión: Norte)     | 4    |

## Áreas de servicio
- Área de servicio de Seide (23 Km)
- Área de servicio de Fafe (54 Km)
- Área de servicio de Alvão (99 Km)